# Distretto di Kadiria
Il distretto di Kadiria è un distretto della provincia di Bouira, in Algeria, con capoluogo Kadiria.